# 1998 FH2
1998 FH2 är en asteroid i huvudbältet som upptäcktes den 20 mars 1998 av LINEAR i Socorro County, New Mexico.
Asteroiden har en diameter på ungefär 3 kilometer